# 早瀬莉花
早瀬 莉花（はやせ まりか、11月3日 - ）は、日本の女性声優。北海道出身。2018年よりWITH LINE所属。

## 来歴
もともと子供向けのアニメが大好きで声優に興味はあったが、地元の北海道に声優の専門学校や養成所があまりなかったためにお金を貯めて上京。プロ・フィット声優養成所卒業後、系列事務所であるリンク・プランに所属。2017年11月30日に事務所から退所し、フリーとなった。2018年8月1日よりWITH LINEに所属。

## 人物
小さい頃から『セーラームーン』が大好きで、ごっご遊びをしていた。好きなキャラクターに木野まこと/セーラージュピターを挙げている。趣味は御絵描き、散歩。特技はピアノ。所持資格は漢字検定、秘書検定。
『VENUS PROJECT』で共演している秦佐和子とは養成所時代の同期であり、友人でもある。

## 出演
太字はメインキャラクター。

### テレビアニメ
2015年
- 聖剣使いの禁呪詠唱（女黒魔）
- 探偵歌劇 ミルキィホームズ TD（ダンシング）
- VENUS PROJECT -CLIMAX-（濡羽美烏）
- 監獄学園（女子選手達C、女子J、女子K）

2016年
- アイドルメモリーズ（服部惺梛）
- マギ シンドバッドの冒険（女兵士B）
- Rewrite（浜田みち子、女子A）

2017年
- うらら迷路帖（お客）
- Rewrite（福井子）
- 南鎌倉高校女子自転車部（杉田祐実）
- 恋愛暴君（陸上部員、彼女たち、人形、ショップ店員）

2018年
- デスマーチからはじまる異世界狂想曲（ルル・ワタリ）
- citrus（女子）

2019年
- B-PROJECT〜絶頂*エモーション〜（社員B）
- 八月のシンデレラナイン（薙刀部の生徒1、主審、柊琴葉）
- なむあみだ仏っ!-蓮台 UTENA-（女性客）

2020年
- 恋する小惑星（晴野陽鞠）
- BanG Dream! 3rd Season（観客）

2022年
- 終末のハーレム（羽生柚希）
- かぎなど（福井子）
- プリマドール（自律人形B、女A、子供A）

2025年
- Übel Blatt〜ユーベルブラット〜（ティートレア）

### ゲーム
2014年
- トイズドライブ（倉坂ひな）
- 猫耳さばいばー（ニャエル、ロシェル）

2015年
- 家電少女（タホ）
- VENUS PROJECT（濡羽美烏）
- DREAM BEAT（濡羽美烏）
- モン娘☆は〜れむ（リーシャ、すだち、メダカ）
- 結城友奈は勇者である 樹海の記憶（アナウンス、女子生徒）

2016年
- リーリヤのおともだち（ニャエル）
- チェインクロニクル3（デルフィーナ）

2017年
- 青空アンダーガールズ！（黒瀬麗華）
- 八月のシンデレラナイン（柊琴葉）

2018年
- ときめきアイドル（朝霧春子）
- 黒騎士と白の魔王（クリストキント）

2019年
- エンゲージプリンセス〜眠れる姫君と夢の魔法使い〜（パティ）

2020年
- 戦の海賊-センノカ- （フブキ）
- オルタンシア・サーガ -蒼の騎士団-（ソロネ）

2021年
- ワールドフリッパー（星乃サクヤ）
- シンスメモリーズ 星天の下で（一橋由姫）
- マギアレコード 魔法少女まどか☆マギカ外伝（2021年 - 2022年、栗栖アレクサンドラ）

2022年
- 東方LostWord
- アリスフィクション（ミナト）
- アズールレーン（リヴェンジ）
- ラストピリオド -終わりなき螺旋の物語-（ヴォルスト）

### ドラマCD
- あやかしこ（2018年、宮塚真帆路） - コミックス第6巻ドラマCD付き特装版
- デスマーチからはじまる異世界狂想曲（ルル・ワタリ）- 小説第19巻ドラマCD付き特装版
- 優しいパンツの脱がせ方（2020年、香奈）
- ナカまであいして（2021年4月30日、女子生徒）

### デジタルコミック
- チャット小説アプリpeep[16][17]
  - 監禁区域レベルX （鶴見涼花、お母さん）

### オーディオドラマ
- 文化放送Ａ＆Ｇ「土岐俊一のボイコネ劇団」
  - 立てこもり（美香）
  - このあじを食べるのは私だ（千歳）

### ラジオ
※はインターネット配信。
- M×Mラボ（2014年 - 2016年、ListenRadio※→超!A&G+※・ニコニコ動画内「メゾン・ド・イーコエ チャンネル」※）助手
- アイドルメモリーズ 私立華音学園放送部（2016年、音泉※）[18]

### 朗読
- WITH LINE朗読シリーズ『星の銀貨』（2020年、WITH LINE公式YouTube）

### パチンコ・パチスロ
- ガラスの仮面（2020年、沢渡美奈[19]）

### その他コンテンツ
- 信濃グランセローズ（BCリーグ） BPフェアリーズプロジェクト（長野ユカリ[20]）
- キミラノ（皐月レオン[21]）

## ディスコグラフィ

### キャラクターソング
| 発売日  | 商品名              | 歌                       | 楽曲                                                                   | 備考                                                     |
| 2018年  | 2018年              | 2018年                   | 2018年                                                                 | 2018年                                                   |
| ------- | ------------------- | ------------------------ | ---------------------------------------------------------------------- | -------------------------------------------------------- |
| 1月17日 | DREAMING-ING!!      | ときめきアイドル project | 「DREAMING-ING!!」 「トキメキ☆ミライ」                                 | ゲーム『ときめきアイドル』関連曲                         |
| 1月17日 | DREAMING-ING!!      | 朝霧春子（早瀬莉花）     | 「DREAMING-ING!!」                                                     | ゲーム『ときめきアイドル』関連曲                         |
| 3月14日 | 恋時雨              | ときめきアイドル project | 「二人の時 SideSR」                                                    | ゲーム『ときめきアイドル』関連曲                         |
| 8月29日 | STAR☆TING!          | 青空アンダーガールズ     | 「STAR☆TING!」 「オレンジ」                                            | ゲーム『青空アンダーガールズ!』関連曲                    |
| 8月29日 | STAR☆TING!          | GE:NESiS                 | 「Karisome Irony」 「イバラノミチ〜記憶の果て〜」 「Beyond the tears」 | ゲーム『青空アンダーガールズ!』関連曲                    |
| 7月11日 | カン違いSummer Days | ときめきアイドル project | 「カン違いSummer Days」                                                | ゲーム『ときめきアイドル』関連曲                         |
| 7月11日 | カン違いSummer Days | ときめきアイドル project | 「わがままパーリナイ」                                                 | ゲーム『ときめきアイドル』関連曲                         |
| 2022年  |                     |                          |                                                                        |                                                          |
| 8月22日 | 演葬                | 午前0時のフォークロア    | 「演葬」                                                               | ゲーム『マギアレコード 魔法少女まどか☆マギカ外伝』関連曲 |